# Olympische Sommerspiele 1960/Leichtathletik – Hammerwurf (Männer)

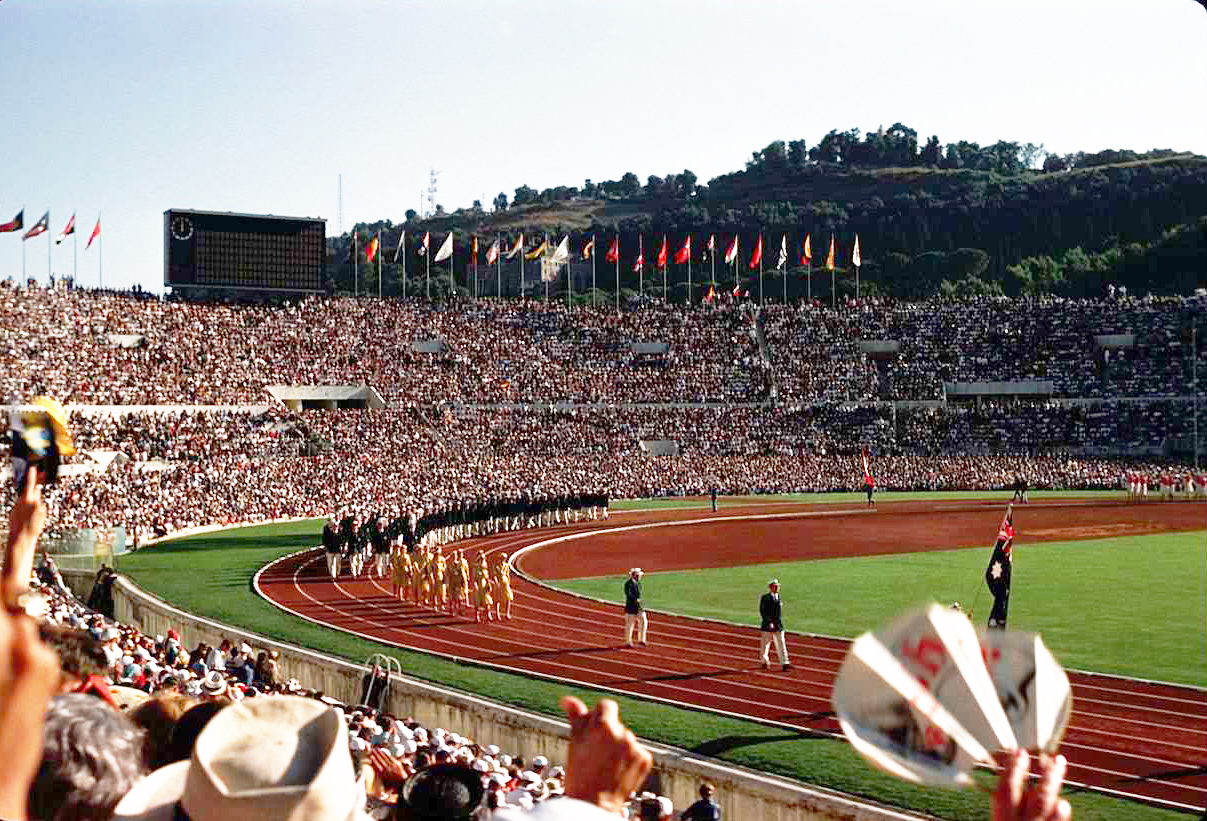
Das Olympiastadion während der Eröffnungsfeier

Der Hammerwurf der Männer bei den Olympischen Spielen 1960 in Rom wurde am 2. und 3. September 1960 im Stadio Olimpico ausgetragen. 28 Athleten nahmen teil.
Olympiasieger wurde Wassili Rudenkow aus der Sowjetunion. Er gewann vor dem Ungarn Gyula Zsivótzky und dem Polen Tadeusz Rut.
Es gingen drei Deutsche, ein Österreicher und ein Schweizer an den Start. Der Schweizer Hansruedi Jost schied ebenso in der Qualifikation aus wie die Deutschen Manfred Losch, Siegfried Lorenz und Klaus Peter. Der Österreicher Heinrich Thun qualifizierte sich für das Finale und belegte dort Rang neun. Athleten aus Liechtenstein nahmen nicht teil.

## Rekorde

### Bestehende Rekorde
| Weltrekord         | 70,33 m | Hal Connolly ( USA) | Walnut, USA                     | 12. August 1960   |
| Olympischer Rekord | 63,19 m | Hal Connolly ( USA) | Finale OS Melbourne, Australien | 24. November 1956 |

### Rekordverbesserungen
Der sowjetische Olympiasieger Wassili Rudenkow verbesserte den bestehenden olympischen Rekord zweimal:
- 67,03 m – Qualifikation am 2. September, erster Durchgang
- 67,10 m – Finale am 3. September, dritter Durchgang

## Durchführung des Wettbewerbs
28 Athleten traten am 2. September zu einer Qualifikationsrunde an. Fünfzehn Wettbewerber – hellblau unterlegt – übertrafen die geforderte Qualifikationsweite von 60,00 Metern. Damit war die Mindestzahl von Teilnehmern am Finale erreicht. Für alle qualifizierten Sportler fand am 3. September das Finale statt. Dort standen jedem Teilnehmer zunächst drei Versuche zu. Die besten sechs Athleten konnten dann drei weitere Würfe absolvieren.

## Zeitplan
2. September, 10:15 Uhr: Qualifikation

3. September, 16:00 Uhr: Finale

## Legende
Kurze Übersicht zur Bedeutung der Symbolik – so üblicherweise auch in sonstigen Veröffentlichungen verwendet:
| – | verzichtet |
| x | ungültig   |

Die Bestweiten sind fett gedruckt. Bei gleicher Weite entschied die zweitbeste Weite über die Platzierung.

## Qualifikation

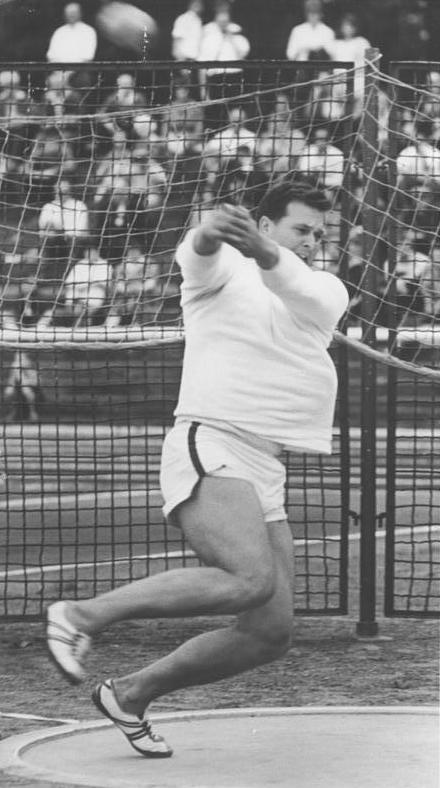
Manfred Losch – ausgeschieden mit 59,38 m

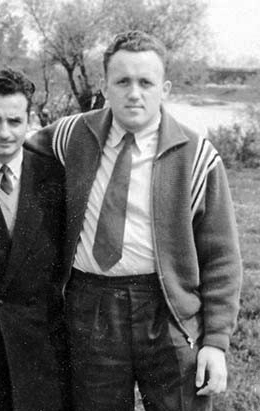
Krešimir Račić – ausgeschieden mit 57,27 m

Datum: 2. September 1960, 10:15 Uhr
| Platz | Name                   | Nation         | 1. Versuch | 2. Versuch | 3. Versuch | Resultat | Anmerkung |
| ----- | ---------------------- | -------------- | ---------- | ---------- | ---------- | -------- | --------- |
| 1     | Wassili Rudenkow       | Sowjetunion    | 67,03 m OR | –          | –          | 67,03 m  | OR        |
| 2     | Gyula Zsivótzky        | Ungarn         | 64,80 m    | –          | –          | 64,80 m  |           |
| 3     | Anatoli Samozwetow     | Sowjetunion    | 64,67 m    | –          | –          | 64,67 m  |           |
| 4     | Mike Ellis             | Großbritannien | 63,21 m    | –          | –          | 63,21 m  |           |
| 5     | Hal Connolly           | USA            | 63,02 m    | –          | –          | 63,02 m  |           |
| 6     | Heinrich Thun          | Österreich     | 62,73 m    | –          | –          | 62,73 m  |           |
| 7     | John Lawlor            | Irland         | x          | 62,10 m    | –          | 62,10 m  |           |
| 8     | Noboru Okamoto         | Japan          | x          | x          | 61,95 m    | 61,95 m  |           |
| 9     | Sverre Strandli        | Norwegen       | 58,67 m    | 61,41 m    | –          | 61,41 m  |           |
| 10    | Zvonko Bezjak          | Jugoslawien    | 60,90 m    | –          | –          | 60,90 m  |           |
| 11    | Muhammad Iqbal         | Pakistan       | 57,84 m    | 60,86 m    | –          | 60,86 m  |           |
| 12    | Albert Hall            | USA            | 57,43 m    | x          | 60,76 m    | 60,76 m  |           |
| 13    | Tadeusz Rut            | Polen          | 60,73 m    | –          | –          | 60,73 m  |           |
| 14    | Olgierd Ciepły         | Polen          | 60,61 m    | –          | –          | 60,61 m  |           |
| 15    | Juri Nikulin           | Sowjetunion    | 60,40 m    | –          | –          | 60,40 m  |           |
| 16    | Guy Husson             | Frankreich     | 59,31 m    | x          | 59,83 m    | 59,83 m  |           |
| 17    | Klaus Peter            | Deutschland    | x          | 59,83 m    | x          | 59,83 m  |           |
| 18    | József Csermák         | Ungarn         | x          | x          | 59,72 m    | 59,72 m  |           |
| 19    | Ed Bagdonas            | USA            | x          | 59,48 m    | x          | 59,48 m  |           |
| 20    | Manfred Losch          | Deutschland    | x          | 58,85 m    | 59,38 m    | 59,38 m  |           |
| 21    | Takeo Sugawara         | Japan          | 58,40 m    | 59,32 m    | 57,66 m    | 59,32 m  |           |
| 22    | Hansruedi Jost         | Schweiz        | 55,09 m    | 57,07 m    | 59,12 m    | 59,12 m  |           |
| 23    | Siegfried Lorenz       | Deutschland    | x          | 59,06 m    | x          | 59,06 m  |           |
| 24    | Birger Asplund         | Schweden       | 57,27 m    | x          | x          | 57,27 m  |           |
| 24    | Krešimir Račić         | Jugoslawien    | 57,27 m    | x          | x          | 57,27 m  |           |
| 26    | José Luis Falcón       | Spanien        | 51,26 m    | 57,24 m    | x          | 57,24 m  |           |
| 27    | Andreas Kouvelogiannis | Griechenland   | 53,43 m    | x          | 55,18 m    | 55,18 m  |           |
| 28    | Eduardo Albuquerque    | Portugal       | 53,26 m    | 54,31 m    | 54,92 m    | 54,92 m  |           |
| DNS   | Erman Bastian          | Indien         |            |            |            |          |           |

## Finale
Datum: 3. September 1960, 16:00 Uhr
| Platz | Name               | Nation         | 1. Versuch | 2. Versuch | 3. Versuch | 4. Versuch                              | 5. Versuch                              | 6. Versuch                              | Endresultat | Anmerkung |
| ----- | ------------------ | -------------- | ---------- | ---------- | ---------- | --------------------------------------- | --------------------------------------- | --------------------------------------- | ----------- | --------- |
| 1     | Wassili Rudenkow   | Sowjetunion    | 65,60 m    | 64,98 m    | 67,10 m OR | 66,62 m                                 | 64,58 m                                 | 66,23 m                                 | 67,10 m     | OR        |
| 2     | Gyula Zsivótzky    | Ungarn         | 60,83 m    | 63,83 m    | 64,87 m    | 65,79 m                                 | x                                       | 65,11 m                                 | 65,79 m     |           |
| 3     | Tadeusz Rut        | Polen          | 64,51 m    | 65,64 m    | 64,95 m    | x                                       | 64,85 m                                 | 63,54 m                                 | 65,64 m     |           |
| 4     | John Lawlor        | Irland         | x          | 62,59 m    | 64,09 m    | 64,95 m                                 | x                                       | x                                       | 64,95 m     |           |
| 5     | Olgierd Ciepły     | Polen          | 60,03 m    | 64,07 m    | 62,27 m    | 64,57 m                                 | 62,48 m                                 | 62,06 m                                 | 64,57 m     |           |
| 6     | Zvonko Bezjak      | Jugoslawien    | 61,96 m    | 64,21 m    | 63,54 m    | 63,95 m                                 | 62,86 m                                 | x                                       | 64,21 m     |           |
|       |                    |                |            |            |            |                                         |                                         |                                         |             |           |
| 7     | Anatoli Samozwetow | Sowjetunion    | x          | 63,60 m    | x          | nicht im Finale der besten sechs Werfer | nicht im Finale der besten sechs Werfer | nicht im Finale der besten sechs Werfer | 63,60 m     |           |
| 8     | Hal Connolly       | USA            | 63,05 m    | 62,57 m    | 63,59 m    | nicht im Finale der besten sechs Werfer | nicht im Finale der besten sechs Werfer | nicht im Finale der besten sechs Werfer | 63,59 m     |           |
| 9     | Heinrich Thun      | Österreich     | 62,23 m    | x          | 63,53 m    | nicht im Finale der besten sechs Werfer | nicht im Finale der besten sechs Werfer | nicht im Finale der besten sechs Werfer | 63,53 m     |           |
| 10    | Juri Nikulin       | Sowjetunion    | 61,56 m    | 63,10 m    | 62,23 m    | nicht im Finale der besten sechs Werfer | nicht im Finale der besten sechs Werfer | nicht im Finale der besten sechs Werfer | 63,10 m     |           |
| 11    | Sverre Strandli    | Norwegen       | x          | 62,02 m    | 63,05 m    | nicht im Finale der besten sechs Werfer | nicht im Finale der besten sechs Werfer | nicht im Finale der besten sechs Werfer | 63,05 m     |           |
| 12    | Muhammad Iqbal     | Pakistan       | 60,55 m    | 61,79 m    | 60,80 m    | nicht im Finale der besten sechs Werfer | nicht im Finale der besten sechs Werfer | nicht im Finale der besten sechs Werfer | 61,79 m     |           |
| 13    | Noboru Okamoto     | Japan          | x          | 60,08 m    | x          | nicht im Finale der besten sechs Werfer | nicht im Finale der besten sechs Werfer | nicht im Finale der besten sechs Werfer | 60,08 m     |           |
| 14    | Albert Hall        | USA            | 59,64 m    | x          | 59,76 m    | nicht im Finale der besten sechs Werfer | nicht im Finale der besten sechs Werfer | nicht im Finale der besten sechs Werfer | 59,76 m     |           |
| 15    | Mike Ellis         | Großbritannien | x          | 54,22 m    | x          | nicht im Finale der besten sechs Werfer | nicht im Finale der besten sechs Werfer | nicht im Finale der besten sechs Werfer | 54,22 m     |           |

Fünfzehn Teilnehmer hatten die Qualifikationsweite geschafft. Als Favoriten galten der sowjetische Werfer Wassili Rudenkow und der US-amerikanische Olympiasieger von 1956, Harold Connolly, der im August einen neuen Weltrekord aufgestellt hatte.
Nach seinem Olympiarekord in der Qualifikation ging Rudenkow auch im Finale gleich mit dem ersten Versuch in Führung. Doch schon im zweiten Durchgang löste ihn der Pole Tadeusz Rut ab. Connolly dagegen blieb bei diesem Wettbewerb weit unter seinen Möglichkeiten. Am Ende belegte er Platz acht mit einer Weite, die fast sieben Meter unter seinem Weltrekord lag, allerdings sein Ergebnis beim Olympiasieg vor vier Jahren um vierzig Zentimeter übertraf. Die Qualität des Hammerwerfens hatte sich rasant weiterentwickelt. Mit seinem dritten Wurf erzielte Rudenkow erneut Olympiarekord. Zwei weitere Versuche in den Durchgängen vier und sechs übertrafen den besten Wurf des Silbermedaillengewinners Gyula Zsivótzky aus Ungarn, der mit seinem vierten Wurf an Rut hatte vorbeiziehen können. Der Pole gewann die Bronzemedaille.
Wassili Rudenkow errang den ersten sowjetischen Olympiasieg im Hammerwurf.

Tadeusz Rut gewann die erste polnische Medaille in dieser Disziplin.

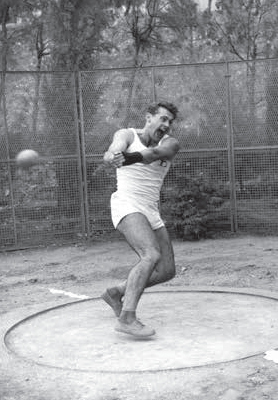
Zvonko Bezjak belegte Rang sechs
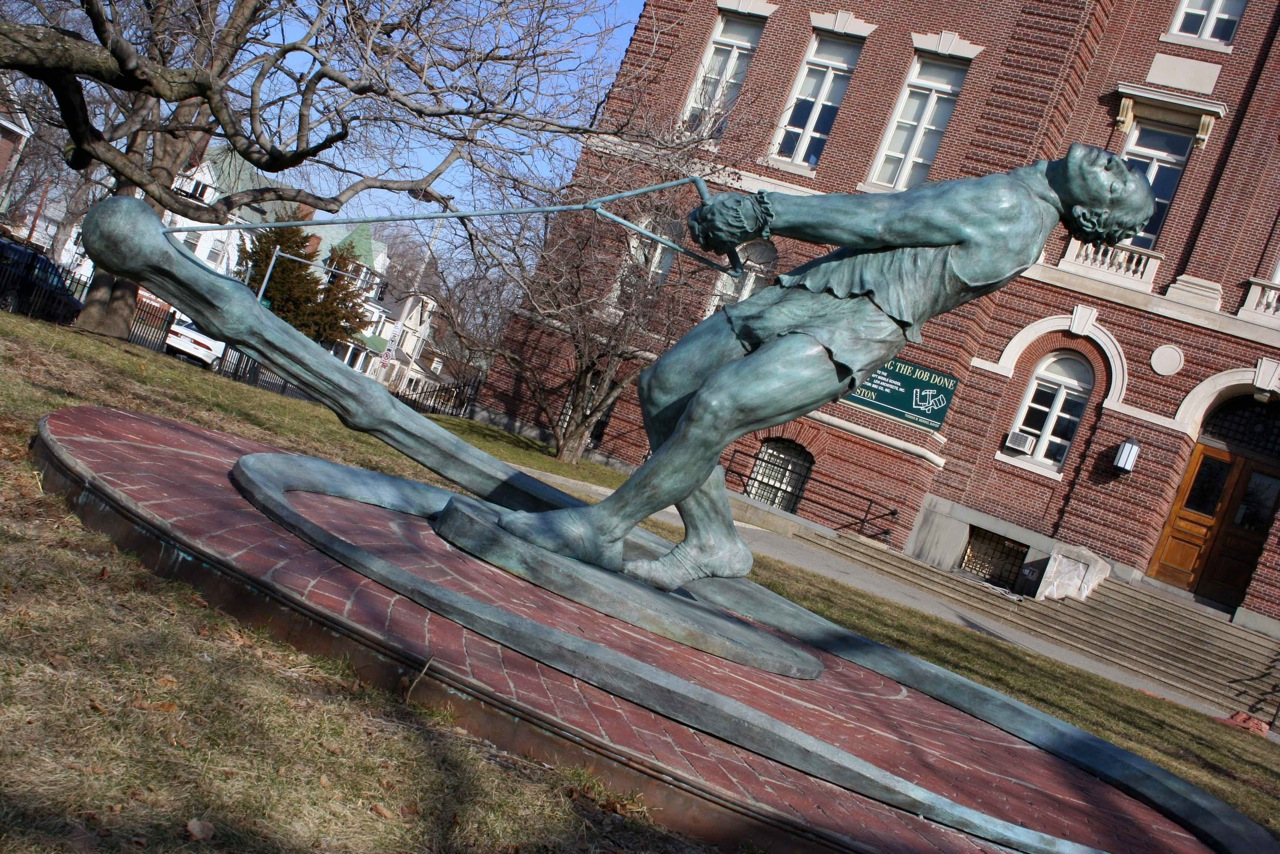
Für den hier sechstplatzierten Olympiasieger von 1956 und Weltrekordinhaber Hal Connolly wurde in Brighton (Boston), Massachusetts eine Statue errichtet
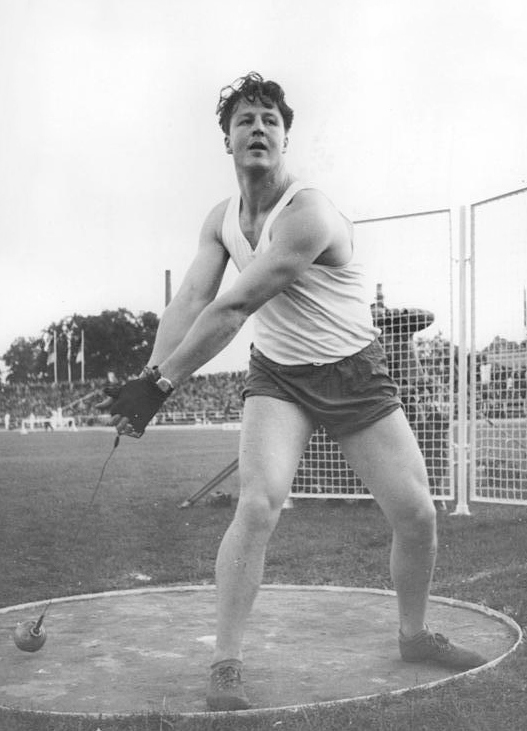
Im Finale auf Platz elf: Sverre Strandli

## Video
- Vasily Rudenkov - Men's Hammer Throw - Summer Olympic Games 1960, youtube.com, abgerufen am 21. Oktober 2017